# Josef Hesoun
Josef Hesoun (ur. 12 kwietnia 1930 w Vösendorfie, zm. 28 sierpnia 2003 w Wiedniu) – austriacki polityk i związkowiec, działacz Socjaldemokratycznej Partii Austrii, parlamentarzysta, w latach 1990–1995 minister.

## Życiorys
Kształcił się w zawodzie mechanika samochodowego, uczęszczał do szkoły brygadzistów. Był pracownikiem jednej z firm w swojej rodzinnej miejscowości. Zajął się działalnością związkową jako sekretarz regionalnego związku zawodowego zrzeszającego budowlańców i stolarzy. W latach 1974–1991 był prezesem izby pracy Arbeiterkammer w Dolnej Austrii. W 1986 został przewodniczącym związku zawodowego Bau-Holz, a w 1987 wiceprzewodniczącym centrali związkowej Österreichischer Gewerkschaftsbund.
Zaangażował się w działalność polityczną w ramach SPÖ. W latach 1975–1979 członek Rady Federalnej. W latach 1979–1990 i w 1994 wykonywał mandat posła do Rady Narodowej. Od grudnia 1990 do kwietnia 1995 sprawował urząd ministra pracy i spraw społecznych w dwóch rządach Franza Vranitzkiego.